# 817 Annika
Annika è un asteroide della fascia principale del diametro medio di circa 22,05 km. Scoperto nel 1916, presenta un'orbita caratterizzata da un semiasse maggiore pari a 2,5899368 UA e da un'eccentricità di 0,1794961, inclinata di 11,34467° rispetto all'eclittica.
Stanti i suoi parametri orbitali, è considerato un membro della famiglia Eunomia di asteroidi.
L'origine del suo nome è sconosciuta.